# Іванов Анатолій Степанович
Анатолій Степанович Іванов (рос. Анато́лий Степа́нович Ивано́в; 5 травня 1928, Шемонаїха, Казакська Автономна СРР, РРФСР, СРСР — 1999, Москва, Росія) — радянський і російський прозаїк і сценарист, автор романів на сільську тематику. Лауреат Державної премії СРСР (1979). Герой Соціалістичної Праці (1984).

## Біографія
Народився в селянській родині. Батьки жили в районному центрі, батько працював завідувачем райвідділом «Союздруку», мати займалася господарством.
З 1946 по 1950 роки навчався на факультеті журналістики Казахського державного університету імені С. М. Кірова.
Творчу діяльність розпочав в 1948 році як журналіст газети «Приіртишська правда» (Семипалатинськ). Був військовослужбовцям, потім редактором районної газети «Ленінський прапор» в Новосибірської області. Член КПРС з 1952.
В 1954 в журналі «Крестьянка» було опубліковане його перше оповідання «Дощ». Потім в журналі «Сибірські вогні» — розповідь «Алчині пісні», в 1956 році з такою ж назвою вийшла перша збірка оповідань. У 1958 році був опублікований перший роман «Повітелей», який приніс всесоюзну популярність і був помічений за кордоном і був перекладений декількома мовами. У 1958—1964 роках був заступником головного редактора журналу «Сибірські вогні». В кінці 1960-х переїхав до Москви.

## Творчість
В Союз письменників СРСР вступив в 1958 році. Основними темами творів стали революції в сибірських селах, колективізація та німецько-радянська війна. Серед найбільш відомих творів: «Тіні зникають опівдні» і «Вічний поклик». В 1970-1980-і роки за цими книгами були зняті багатосерійні телефільми.

## Громадська діяльність
З 1972 працював головним редактором журналу «Молода гвардія». Був одним з ідейних керівників так званого «патріотичного спрямування».
Займав керівні посади в Спілці письменників СРСР, був депутатом ВР СРСР 11-го скликання (з 1985).
В 1990 підписав «Лист 74-х».

## Фільмографія
Екранізації творів:
- «Алкіна пісня» (1969)
- «Тіні зникають опівдні» (1970, телесеріал)
- «Життя на грішній землі» (1973)
- «Вічний поклик» (1973—1983, телесеріал)

Сценарист:
- «Алкіна пісня» (1969, у співавт.)
- «Тіні зникають опівдні» (1970, т/с; у співавт.)
- «Життя на грішній землі» (1973)
- «Вічний поклик» (1973—1983, т/с; у співавт.)
- «Батько і син» (1979, у співавт.)
- «Єрмак» (1986—1996, т/с; у співавт.)